# 周敏學
周敏學，江西吉安府吉水縣人，明朝政治人物、進士出身。

## 生平
永樂十三年，登進士，授給事中。